# Giro di Svizzera 1967
Il Giro di Svizzera 1967, trentunesima edizione della corsa, si svolse dal 18 al 21 giugno 1967 per un percorso di 1 200 km, con partenza e arrivo a Zurigo. Il corridore italiano Gianni Motta si aggiudicò la corsa concludendo in 31h26'41".
Degli 82 ciclisti alla partenza arrivarono al traguardo in 57, mentre 25 si ritirarono.

## Tappe
| Tappa  | Data      | Percorso                           | km    | Vincitore di tappa    | Leader cl. generale  |
| ------ | --------- | ---------------------------------- | ----- | --------------------- | -------------------- |
| 1ª     | 18 giugno | Zurigo > Vaduz (LIE)               | 190   | Daniel Van Ryckeghem  | Daniel Van Ryckeghem |
| 2ª     | 18 giugno | Vaduz (LIE) > Silvaplana           | 110   | Gianni Motta          | Gianni Motta         |
| 3ª     | 19 giugno | Silvaplana > Locarno               | 193   | Gianni Motta          | Gianni Motta         |
| 4ª     | 20 giugno | Martigny > Emmenbrücke             | 237   | Gerben Karstens       | Gianni Motta         |
| 5ª     | 21 giugno | Emmenbrücke > Burgdorf             | 143   | Harm Ottenbros        | Gianni Motta         |
| 6ª     | 22 giugno | Burgdorf > Möhlin                  | 205   | Tommaso De Prà        | Gianni Motta         |
| 7ª-1ª  | 23 giugno | Möhlin > Brugg                     | 74    | Walter Godefroot      | Gianni Motta         |
| 7ª-2ª  | 23 giugno | Brugg > Zurigo (cron. individuale) | 48    | José Maria Errandonea | Gianni Motta         |
| Totale | Totale    | Totale                             | 1 200 |                       |                      |

## Dettagli delle tappe

### 1ª tappa
- 18 giugno: Zurigo > Vaduz (Liechtenstein) – 190 km

Risultati
| Pos. | Corridore            | Squadra  | Tempo    |
| ---- | -------------------- | -------- | -------- |
| 1    | Daniel Van Ryckeghem | Dr. Mann | 4h54'22" |
| 2    | Gianni Motta         | Molteni  | s.t.     |
| 3    | Huub Harings         | Batavus  | s.t.     |

### 2ª tappa
- 18 giugno: Vaduz (Liechtenstein) > Silvaplana – 110 km

Risultati
| Pos. | Corridore      | Squadra    | Tempo    |
| ---- | -------------- | ---------- | -------- |
| 1    | Gianni Motta   | Molteni    | 3h44'54" |
| 2    | Robert Hagmann | Grieshaber | a 4"     |
| 3    | Rolf Maurer    | Filotex    | a 1'07"  |

### 3ª tappa
- 19 giugno: Silvaplana > Locarno – 193 km

Risultati
| Pos. | Corridore           | Squadra      | Tempo    |
| ---- | ------------------- | ------------ | -------- |
| 1    | Gianni Motta        | Molteni      | 4h03'47" |
| 2    | Dieter Puschel      | Groene Leeuw | a 4'47"  |
| 3    | Alberto Della Torre | Filotex      | s.t.     |

### 4ª tappa
- 20 giugno: Martigny > Emmenbrücke – 237 km

Risultati
| Pos. | Corridore            | Squadra  | Tempo    |
| ---- | -------------------- | -------- | -------- |
| 1    | Gerben Karstens      | Batavus  | 6h35'08" |
| 2    | Walter Godefroot     | Flandria | s.t.     |
| 3    | Daniel Van Ryckeghem | Dr. Mann | s.t.     |

### 5ª tappa
- 21 giugno: Emmenbrücke > Burgdorf – 143 km

Risultati
| Pos. | Corridore       | Squadra  | Tempo    |
| ---- | --------------- | -------- | -------- |
| 1    | Harm Ottenbros  | Gazelle  | 3h38'27" |
| 2    | Huub Harings    | Batavus  | s.t.     |
| 3    | Willy Bocklandt | Flandria | s.t.     |

### 6ª tappa
- 22 giugno: Burgdorf > Möhlin – 205 km

Risultati
| Pos. | Corridore           | Squadra  | Tempo    |
| ---- | ------------------- | -------- | -------- |
| 1    | Tommaso De Prà      | Molteni  | 5h25'51" |
| 2    | Alberto Della Torre | Filotex  | a 1'37"  |
| 3    | Willy Van Neste     | Dr. Mann | s.t.     |

### 7ª tappa-1ª semitappa
- 23 giugno: Möhlin > Brugg – 74 km

Risultati
| Pos. | Corridore        | Squadra  | Tempo    |
| ---- | ---------------- | -------- | -------- |
| 1    | Walter Godefroot | Flandria | 1h52'40" |
| 2    | Giorgio Favaro   | Filotex  | s.t.     |
| 3    | Willy Van Neste  | Dr. Mann | s.t.     |

### 7ª tappa-2ª semitappa
- 23 giugno: Brugg > Zurigo – Cronometro individuale – 48 km

Risultati
| Pos. | Corridore              | Squadra | Tempo    |
| ---- | ---------------------- | ------- | -------- |
| 1    | José Maria Errandonea  | Fagor   | 1h05'44" |
| 2    | Luis Pedro Santamarina | Fagor   | a 8"     |
| 3    | Rolf Maurer            | Filotex | a 49"    |

## Classifiche finali

### Classifica generale
| Pos. | Corridore              | Squadra  | Tempo     |
| ---- | ---------------------- | -------- | --------- |
| 1    | Gianni Motta           | Molteni  | 31h26'41" |
| 2    | Rolf Maurer            | Filotex  | a 4'46"   |
| 3    | Luis Pedro Santamarina | Fagor    | a 5'31"   |
| 4    | José Maria Errandonea  | Fagor    | a 8'44"   |
| 5    | Hans Junkermann        | Torpedo  | a 10'32"  |
| 6    | Peter Post             | Gazelle  | a 10'43"  |
| 7    | Giuseppe Fezzardi      | Molteni  | a 11'52"  |
| 8    | Alberto Della Torre    | Filotex  | a 12'03"  |
| 9    | J. M. Lopez Rodriguez  | Fagor    | a 12'22"  |
| 10   | Daniel Van Ryckeghem   | Dr. Mann | a 13'00"  |

### Classifica scalatori
| Pos. | Corridore       | Squadra    | Punti |
| ---- | --------------- | ---------- | ----- |
| 1    | Gianni Motta    | Molteni    | 47    |
| 2    | Rolf Maurer     | Filotex    | 33    |
| 3    | Mariano Diaz    | Fagor      | 21    |
| 4    | Albert Herger   | Grieshaber | 10    |
| 5    | Hans Junkermann | Torpedo    | 10    |

### Classifica a punti
| Pos. | Corridore            | Squadra  | Punti |
| ---- | -------------------- | -------- | ----- |
| 1    | Daniel Van Ryckeghem | Dr. Mann | 100   |
| 2    | Alberto Della Torre  | Filotex  | 78    |
| 3    | Rolf Maurer          | Filotex  | 77    |
| 4    | Gianni Motta         | Molteni  | 77    |
| 5    | Gerben Karstens      | Batavus  | 63    |

### Classifica squadre
| Pos. | Squadra            | Tempo     |
| ---- | ------------------ | --------- |
| 1    | Alimentari Molteni | 91h12'39" |
| 2    | Fagor              | a 7'11"   |
| 3    | Filotex            | a 17'33"  |
| 4    | Torpedo            | a 33'44"  |
| 5    | Flandria-Grundig   | a 59'40"  |